# تطقيس
التطقيس أو تحويل الأفعال إلى طقوس (بالإنجليزية: Ritualization)، هي العملية التي من خلالها تُستَثمَر سلسلة من الإجراءات أو الأحداث غير المتواصلة ذات الأهمية الثقافية أو الاجتماعية أو الدينية. يؤكد هذا التعريف على تحويل الأفعال اليومية إلى طقوس تحمل معنى أعمق في سياق ثقافي أو ديني. الطقوس هي أنشطة رمزية ومتكررة وغالباً ما تُوصَف والتي تحمل أهمية دينية أو ثقافية لمجموعة معينة من الناس. وهي تخدم أغراضاً مختلفة: تعزيز التضامن الاجتماعي من خلال التعبير عن القيم المشتركة، وتسهيل نقل المعرفة الثقافية وتنظيم العواطف.

## تاريخ التطقيس
وُصف مفهوم التطقيس لأول مرة من قبل إدموند سيلوس في عام 1901 وأطلق عليه جوليان هكسلي لاحقاً في عام 1914 اسم التطقيس (ديساناياكي  2006; لورينز 1966).
يُدرسَ في مختلف المجالات، بما في ذلك سلوك الحيوان والأنثروبولوجيا وعلم النفس وعلم الاجتماع وحتى العلوم المعرفية.
في مجال السلوك الحيواني، يشير التطقيس إلى العملية التطورية التي من خلالها تُحَوَّل السلوكيات غير التواصلية إلى سلوكيات تواصلية. وسع نيكولاس تينبرغن مفهوم التطقيس في ورقته عام 1951 "دراسة الغريزة"، والتي وصف فيها كيف تصبح بعض السلوكيات الحيوانية، مثل المغازلة والعدوان، أشكالاً أكثر فعالية للتواصل من خلال عملية تدريجية للاختيار والصقل.
في العلوم الاجتماعية، يمكن أن تعود دراسة التطقيس إلى القرن التاسع عشر. ناقش إميل دوركهايم بأن الطقوس تعمل كوسيلة لتعزيز التضامن الاجتماعي (المعروف باسم التماسك الاجتماعي) وتعزيز الشعور المشترك بالهوية بين أفراد المجتمع. ركز ماكس فيبر على دور الطقوس في الدين واقترح أنها لعبت دوراً حاسماً في تشكيل المعتقدات والقيم.
في القرن العشرين، أصبحت دراسة الطقوس متعددة التخصصات بشكل متزايد، مع علماء من الأنثروبولوجيا وعلم النفس وغيرها من المجالات استكشاف أبعادها المختلفة. أكد فيكتور تورنير على الجوانب الرمزية والثقافية للطقوس، بينما استكشف راندال كولينز أبعادها النفسية والعاطفية.
في السنوات الأخيرة، واصل العلماء دراسة الطقوس من مجموعة متنوعة من وجهات النظر، بما في ذلك المعرفية والتطورية وعلم الأعصاب. حلت هذه الدراسات أصول ووظائف وآثار السلوك الطقسي وفتحت طرقاً جديدة لفهم دورها في المجتمع البشري والثقافة.

## في الحيوانات الغير بشرية
التطقيس هي سلوك يحدث عادة في فرد من نوع معين بطريقة نمطية للغاية ومستقلة عن أي أهمية فسيولوجية مباشرة. عُثِرَ عليها، في أشكال مختلفة، سواء في الحيوانات غير البشرية أو في البشر.
أظهر كونراد لورنتس، بالعمل على الإوزة الرّبداء والحيوانات الأخرى مثل زبابة الماء، إن الطقوس كانت عملية مهمة في تطورها. أظهر أن الإوز أَظهَر بقلق شديد نمطًا حركيًا انعكاسيًا لاسترجاع البويضات عند تحفيزها بمشاهدة بيضة خارج عشها. وبالمثل، في الزبابة، أظهر لورنتس أنه بمجرد اعتيادهم على القفز فوق حجر في طريقهم، استمروا في القفز في ذلك المكان بعد أن رُفِعَ الحجر. هذا النوع من السلوك مشابه لاضطراب الوسواس القهري لدى البشر.
درس اوسكار هينروث في عام 1910 ولورنتس من عام 1935 فصاعدًا حفل الانتصار عند الإوز، وصفها لورنتس بأنها أصبحت طقسًا ثابتًا. فهو ينطوي على سلوك متدحرج (للرأس والرقبة) والثرثرة مع تمديد الرأس للأمام، ولا يحدث إلا بين الإوز الذين يعرفون بعضهم البعض، أي داخل الأسرة أو بين الأزواج. تظهر مراسم الانتصار في مواقف متنوعة، مثل عندما يجتمع الأزواج بعد الانفصال، أو عند الاضطراب، أو بعد هجوم. السلوك معروف الآن أيضًا في الأنواع الأخرى، مثل الإوزة الكندية.

## في البشر

### وظائف التطقيس
ذكرت الدراسات السابقة عدة وظائف رئيسية لممارسة الشعائر أو الطقوس:

#### التكافل الاجتماعي
تعزز الطقوس التضامن الاجتماعي من خلال الجمع بين الناس وتقوية الروابط الاجتماعية. فهي تخلق إحساساً بالانتماء والهوية المشتركة والوحدة بين المشاركين، مما يساهم في الاستقرار العام للمجتمع.

#### النقل الثقافي
تسهل الطقوس نقل المعرفة والقيم والتقاليد الثقافية عبر الأجيال. فهي تساعد في الحفاظ على التراث الثقافي والحفاظ على الاستمرارية مع الماضي. من خلال المشاركة في الطقوس، يتعرف الأفراد على ثقافتهم، ويستوعبون معاييرها، وينقلونها إلى الأجيال القادمة.

#### التعبير العاطفي والتنظيم
توفر الطقوس طريقة منظمة للأفراد للتعبير عن عواطفهم وتنظيمها. إنها توفر سياقاً لمعالجة المشاعر المعقدة، مثل الحزن أو الفرح أو الامتنان، ويمكن أن تساعد الأشخاص على التعامل مع أحداث الحياة المهمة أو التحولات أو الخسارة.

### ربط الوظيفة بالأدبيات السابقة

#### نظرية التضامن الاجتماعي لإميلي دوركهايم
في كتابات دوركهايم الشهيرة "الأشكال الأولية للحياة الدينية (1912)"، وضع نظرية للتمييز بين المجتمعات التقليدية والحديثة من حيث التضامن الاجتماعي. وذكر أن التضامن الاجتماعي هو مجموعة المعتقدات التي تعمل بمثابة الغراء الذي يربط المجتمع معاً. تختلف المجتمعات التقليدية والمجتمعات الحديثة اختلافاً جوهرياً من حيث هيكلها ووظيفتها، وهنا تتضح أهمية التطقيس.
المجتمعات التقليدية ملزمة بالتضامن الميكانيكي، الذي يتميز بضمير جمعي. هذا الضمير الجمعي هو عقلية مشتركة بين جميع أفراد المجتمع، وتشكيل مجتمع أخلاقي. جوهر هذا النوع من المجتمع هو مثال جماعي مقدس يجسد فضائل المجموعة ويعمل كمصدر للهوية. وبالتالي، فإن الأفراد في هذه المجتمعات متحدون بالقيم والمعايير والمعتقدات المشتركة، والتي تُعَزَز من خلال التطقيس. في المجتمعات التقليدية، هناك إيمان بطريقة واحدة صحيحة للعيش، وأي انحرافات تعتبر خطيئة.
التطقيس أمر بالغ الأهمية للحفاظ على التضامن الميكانيكي. تسمح الطقوس لأعضاء المجموعة بتجربة قوة المجموعة على الذات. بالإضافة إلى ذلك، فإن التطقيس في شكل عقاب على الانحراف بمثابة طريقة قوية للحد من السلوك المنحرف في المجتمعات التقليدية. من خلال فرض الحدود الأخلاقية، يساعد العقاب الطقسي في الحفاظ على التماسك الاجتماعي والوحدة داخل المجموعة.
في وقت لاحق، قام أنصاره، فيكتور تيرنر وراندال كولينز، بتوسيع نظرية التطقيس في اتجاهات مختلفة من خلال أوراقهم البحثية الخاصة.
توسع تيرنر في أفكار دوركهايم من خلال التركيز على الأدوار التي تلعبها الطقوس في البنية الاجتماعية والانتقال. ويشدد على أهمية "المجتمعات"، وهي حالة من الوحدة والتماسك الاجتماعي تظهر خلال الطقوس أو غيرها من التجارب المشتركة، متجاوزة الانقسامات والتسلسلات الهرمية العادية داخل المجتمع. على هذا الأساس، يضع الأفراد المشاركون في الطقوس أدوارهم الاجتماعية جانباً مؤقتاً ويجتمعون على قدم المساواة.
في ورقة كولينز، يبني على أفكار دوركهايم ويقترح أن الطقوس تولد طاقة عاطفية، والتي بدورها تعزز التضامن الاجتماعي. من خلال سلسلة من "سلاسل طقوس التفاعل"، يشعر الأفراد بالاتصال ببعضهم البعض ويختبرون الشعور بالانتماء.

### نظرية ممارسة الطقوس الهيكلية
التطقيس مرتبطة بعمل كاترين بيل. بالاعتماد على نظرية الممارسة لِبيير بورديو، اتخذت بيل وجهة نظر أقل وظيفية للطقوس من خلال تفصيلها للمارسة الطقوس.

### دراسات حديثة
في الآونة الأخيرة، شارك العلماء المهتمون بالعلم الدين المعرفي مثل باسكال بوير، وبيير لينارد، وويليام مكوركل، والابن في أبحاث تجريبية وإثنوغرافية وأرشيفية حول كيفية قيام الأفعال الطقسية بإثراء دراسة الطقوس وأشكال الطقوس من العمل. ناقش بوير ولينارد ومكوركل بأن الطقوس الإكراهية مرتبطة ببنية معرفية متطورة حيث تحفز ضغوط الاختيار الاجتماعية والثقافية والبيئية أنظمة "التحوط من المخاطر" مثل الافتراس والعدوى والاشمئزاز في عقول البشر. ناقش ماكوركل بأن هذه الطقوس القهرية (خاصة فيما يتعلق بالجثث مقابل السلوك الجنائزي) حُوِّلَت إلى نصوص طقسية من قبل النقابات المهنية فقط منذ عدة آلاف من السنين مع التقدم في التكنولوجيا مثل تدجين النباتات والحيوانات، ومحو الأمية، والكتابة.

## رؤى مستقبلية
ممارسة الطقوس هي عملية حاسمة تحول الإجراءات والسلوكيات والأحداث العادية إلى طقوس مشبعة بأهمية ثقافية أو اجتماعية أو دينية. إن فهم مفهوم ممارسة الطقوس ووظائفها المختلفة يوفر رؤى قيمة للمجتمعات البشرية والممارسات الثقافية. يمكن للبحوث المستقبلية أن تلقي نظرة فاحصة على الاستجابات النفسية والفسيولوجية التي تنطوي عليها العملية وتفاعلاتها، وبالتالي توسيع نطاق دراسات ممارسة الطقوس.